# Клейнерт, Гуго Вильгельм Пауль
Гуго Вильгельм Пауль Клейнерт (нем. Hugo Wilhelm Paul Kleinert, 23 сентября 1837, Олесница — 29 июля 1920, Берлин) — протестантский богослов.
Профессор богословия в Берлине, принадлежал к школе богословов примирительного направления. В 1885—1886 гг. ректор Гумбольдтовского университета. 
В 1892 году Гуго Вильгельм Пауль Клейнерт входил в Верховный церковный совет, занимаясь обработки новой агенды для Пруссии (то есть книги, содержащей в себе последовательное изложение литургии и молитвы при разных требах).
Основные труды:
- «Kommentar zu Obadja, Jona, Micha, Nahum, Habakuk, Zephanja» (в I. P. Lange’s «Bibelwerk», Билефельд, 1869; 2 изд., 1893);
- «Untersuchungen zur alttestamentlichen Rechts- und Literaturgeschichte» (ч. I, Билефельд, 1872);
- «Abriss der Einleitung zum Alten Testament in Tabellenform» (Берлин, 1878);
- «Abhandlungen zur christl. Kultus- u. Kulturgeschichte» (Берлин, 1889).